# ماری جو دشانل
 ماری جو دشانل (انگلیسی: Mary Jo Deschanel؛ زادهٔ ۲۵ نوامبر ۱۹۴۵) هنرپیشه اهل ایالات متحده آمریکا است. از فیلم‌هایی که وی در آن نقش داشته است، می‌توان به توئین پیکس: با من بر آتش برو، واق! و گذر از زمستان اشاره کرد.